# Saas-Grund
Saas-Grund (bis 31. Dezember 2006 offiziell Saas Grund) ist eine Munizipalgemeinde und eine Burgergemeinde im Bezirk Visp sowie eine Pfarrgemeinde des Dekanats Visp im Schweizer Kanton Wallis. Saas-Grund ist der Hauptort des Saastals und bevölkerungsmässig die zweitgrösste Ortschaft des Tals nach Saas-Fee.

## Geographie
Das Gemeindegebiet liegt in der Mitte des Saastals und erstreckt sich mehrheitlich auf der orographisch rechten Seite der Saaservispa vom Talboden auf 1560 m ü. M. über die Bergflanke bis auf die Wasserscheide der Bergkette im Osten. Nur im südlichsten Teil gehört auch ein Gebiet links der Saaservispa zur Gemeindefläche von Saas-Grund; dort liegt zwischen dem Talfluss und der Feevispa die Siedlung Unter den Bodmen; im letzten Flussabschnitt fliesst die Feevispa durch das Gebiet von Saas-Grund. Die Gemeindegrenze folgt eine kurze Strecke dem historischen Kapellenweg nach Saas-Fee.
Die Nachbargemeinden im Saastal sind Saas-Fee im Westen, Saas-Almagell (talaufwärts) im Süden und Saas-Balen (talabwärts) im Norden. Auf der Ostseite der hohen Bergkette liegt die Gemeinde Simplon.
Zu Saas-Grund gehört ein etwa drei Kilometer langer und bis zu einem halben Kilometer breiter Abschnitt des Talbodens entlang der Saaservispa. Ausgehend von den kleinen historischen Siedlungskernen «Dorf», «Unter dem Berg», «Tamatten» und «Zenlauenen» wurde fast die ganze Ebene nach dem Bau der Saastalstrasse (Hauptstrasse 212) in den 1930er Jahren in der Art einer planlosen Streusiedlung mit Gewerbe-, Wohn- und Infrastrukturgebäuden überbaut.
Der östliche Berghang umfasst hauptsächlich das hochalpine Einzugsgebiet des Triftbachs, der bei Tamatten in die Saaservispa mündet, und dazu im Süden den Abhang des Grundbergs. Der Triftbach sammelt die Schmelzwasserbäche aus der breiten Gletschergruppe unter den Gipfel von Trifthorn, Weissmies (4013 m ü. M.), Lagginhorn, Fletschhorn und Jegihorn. Über diese Gipfel verläuft die östliche Gemeindegrenze. Die heute isolierten, früher zusammenhängenden Eisfelder sind der Mälligagletscher, der Triftgletscher, der Hohlaubgletscher, der Lagginhorngletscher, der Fletschhorngletscher und der Tälligletscher. Der nördliche Strang des Triftbachs fliesst an der Weissmieshütte vorbei und trifft die andern Gletscherbäche im Gebiet der Triftalp, von wo aus er durch ein steiles Tobel nach Saas-Grund hinunter stürzt.
Der Triftbach überschwemmte nach einem schweren Unwetter im Juni 2024 einen Teil von Saas-Grund und verschüttete den Ortsteil mit einer riesigen Schuttmenge.
Am Berghang liegen nördlich des Triftbachtobels die Siedlungen «Tewald», «Zer Engi» und «Bodme». Die Wiesen bei diesen Häusergruppen und die Siedlung Zenlauinen im Süden erhalten im Sommer aus dem Triftbach über Suonen Wässerwasser; die südliche Leitung ist das «Obere Fliehwasser». Von Saas-Almagell aus führt ausserdem die «Moosgufer-Leitung» Wasser auf die Wiesen bei Zumstäg. Der Lehrpfad «Suonenweg Saas-Almagell – Saas-Grund» folgt den Wasserleitungen.

## Geschichte
Im Mittelalter entstand im abgelegenen Bergtal die Urgemeinde Saas, der es im Jahr 1300 gelang, den Grafen von Blandrate die Nutzungsrechte an den Alpweiden im Tal abzukaufen. 1392 trennten sich die Bürger von Almagell, Fee und Balen von der Gesamtgemeinde, die dadurch in vier Gemeinden zerfiel. Nur die Alp Mattmark im Süden blieb Gesamteigentum der vier Orte. Die gemeinsame, seit 1400 selbständige Talpfarrei mit der Pfarrkirche St. Bartholomäus in Saas-Grund blieb noch bis 1893/1907 bestehen. 1938 wurde die neue Kirche in Saas-Grund gebaut.
Der Saumpfad durch das Saastal und über den Monte-Moro-Pass im Süden hatte im Mittelalter eine Bedeutung für den Transitverkehr nach Italien.
In der Anfangszeit des Fremdenverkehrs waren das 1850 gebaute Hotel Monte-Rosa und das Hotel Monte-Moro von 1856 für Touren in das Hochgebirge wichtig. 1894 wurde oberhalb der Triftalp, unter den Berggipfeln östlich von Saas-Grund, das kleine «Hotel Weissmies» gebaut, das seit 1924 als SAC-Berghütte geführt wird. 1960 entstand daneben die zweite, grössere Weissmieshütte.
Die Saastalstrasse, deren Bau von Stalden aus 1930 mit der Errichtung der Merjenbrücke über die Mattervispa begonnen hatte, erreichte erst 1938 auch Saas-Grund. 1948 wurde die Strasse nach Saas-Almagell und 1951 jene nach Saas-Fee gebaut. Die neuen Verkehrsverbindungen förderten die starke Entwicklung des Tourismus im Saastal.
Saas-Grund wurde wie die andern Ortschaften im Saastal oft von verheerenden Naturereignissen in Mitleidenschaft gezogen. Seit dem 18. und aus dem 19. Jahrhundert sind Nachrichten über viele verheerende Lawinen im Gebiet von Saas-Grund überliefert. 1849 kamen 19 Personen bei einem Lawinenunglück ihr Leben. Um 1890 errichtete die Gemeinde Saas-Grund eine Lawinenschutzmauer oberhalb des Dorfes, wo ausserdem am Steilhang der Schutzwald gepflegt wird.

## Politik
Die Exekutive besteht aus einem Gemeinderat mit fünf Mitgliedern.

### Gemeindepräsidenten seit 1956
| Amtszeit  | Name               | Partei  |
| --------- | ------------------ | ------- |
| 1957–1960 | Augustin Ruppen    | KVP     |
| 1961–1970 | Josef Andenmatten  | KVP     |
| 1970–1984 | Florinus Ruppen    | KVP/CVP |
| 1985–1992 | German Anthamatten | CSP     |
| 1993–2004 | Georg Anthamatten  | CSP     |
| 2005–2012 | Patrick Zurbriggen | CVP     |
| 2013–     | Bruno Ruppen       | FDP     |

## Bevölkerung
| Jahr      | 1850 | 1900 | 1950 | 2000 | 2010 | 2012 | 2014 | 2016 | 2018 | 2020 |
| --------- | ---- | ---- | ---- | ---- | ---- | ---- | ---- | ---- | ---- | ---- |
| Einwohner | 247  | 429  | 564  | 1167 | 1108 | 1094 | 1053 | 1023 | 1000 | 990  |

## Tourismus
Saas-Grund verfügt über ein Wintersport- und ein Wandergebiet. Zwei Gondelbahnen und mehrere Skilifte führen bis auf 3142 m ü. M. Höhe ins fünfthöchste Skisportgebiet der Schweiz (nach Zermatt, Saas-Fee, Verbier und St. Moritz). Bei der Mittelstation Kreuzboden (2400 m ü. M.) befinden sich ein kleiner See sowie ein Kinderland (grosser Spielplatz). Von der Bergstation Hohsaas (3142 m ü. M.) kann man die ganze Mischabelkette bis zum Monte-Rosa-Massiv sehen.

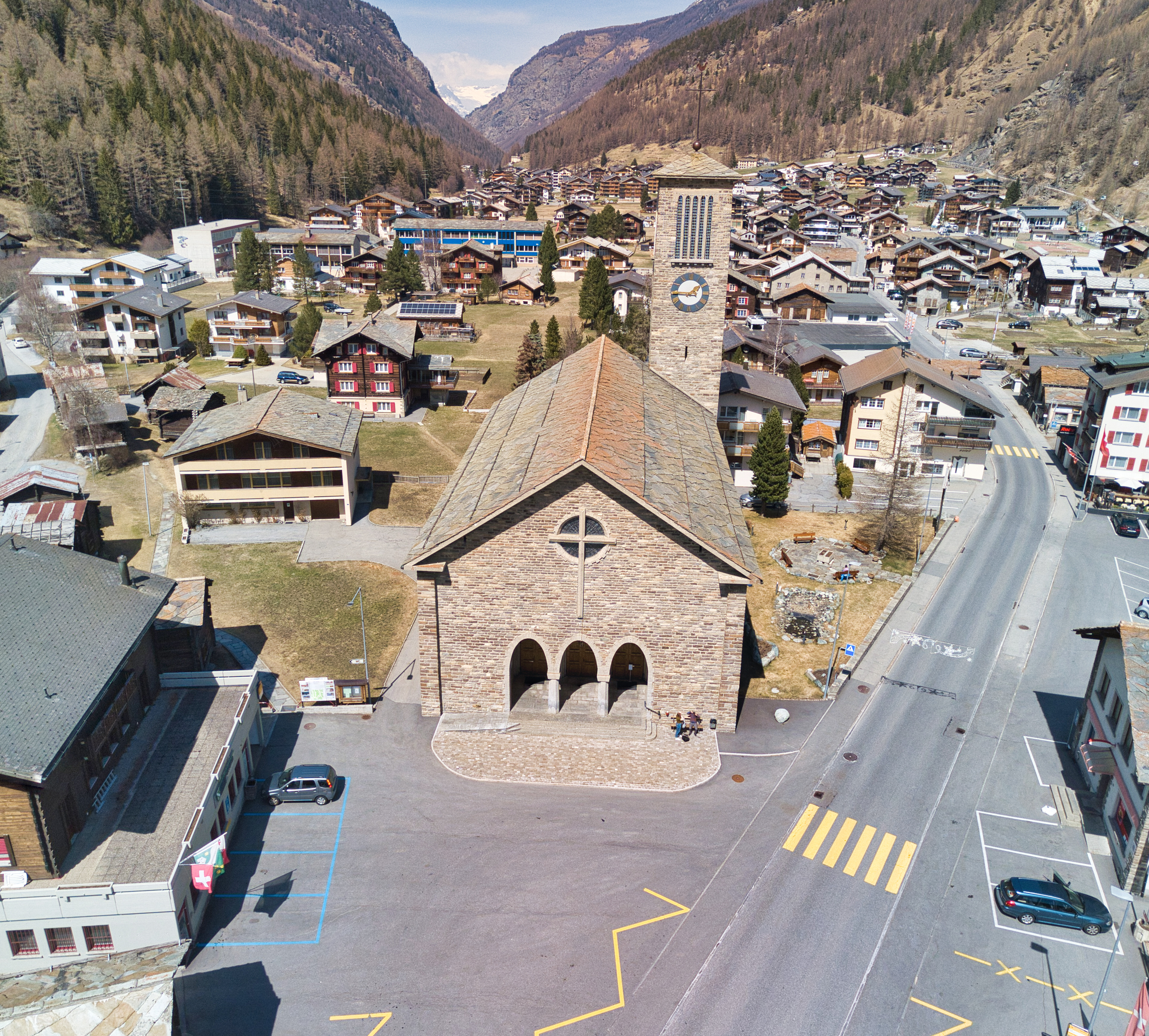
Kirche St. Bartholomäus
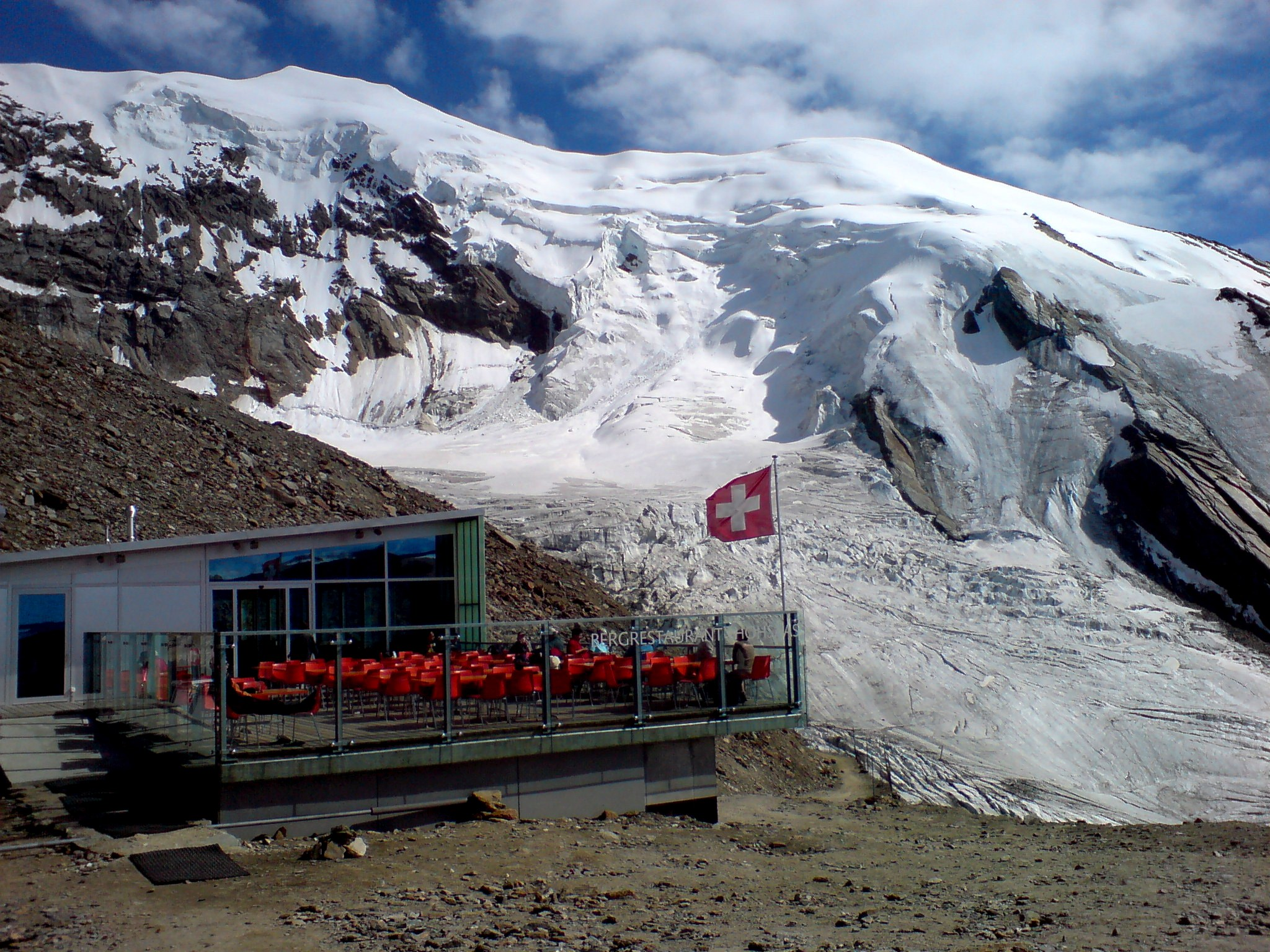
Hohsaashütte mit Blick aufs Weissmies
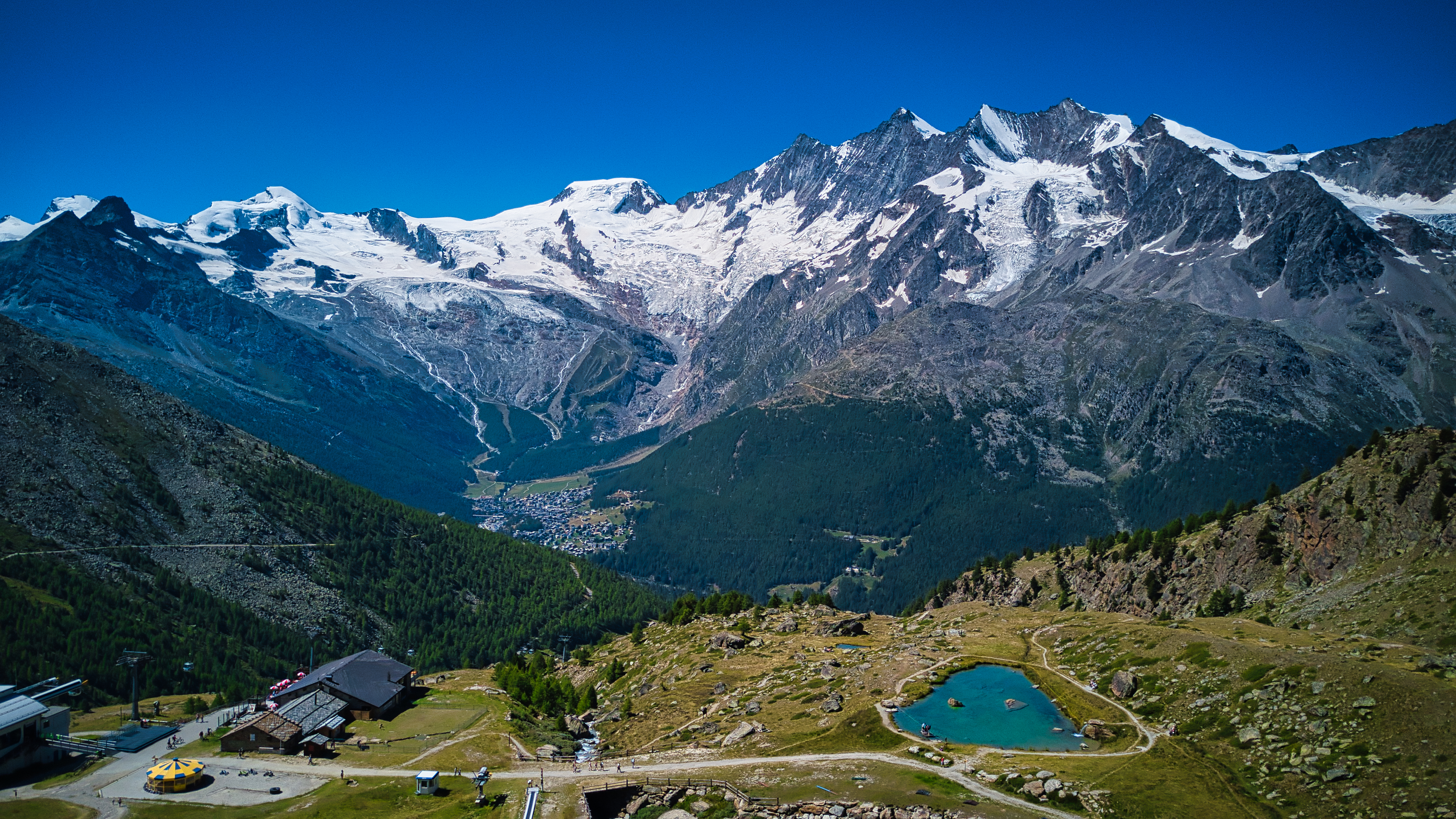
Blick vom Kreuzboden auf Mischabel und Saas-Fee
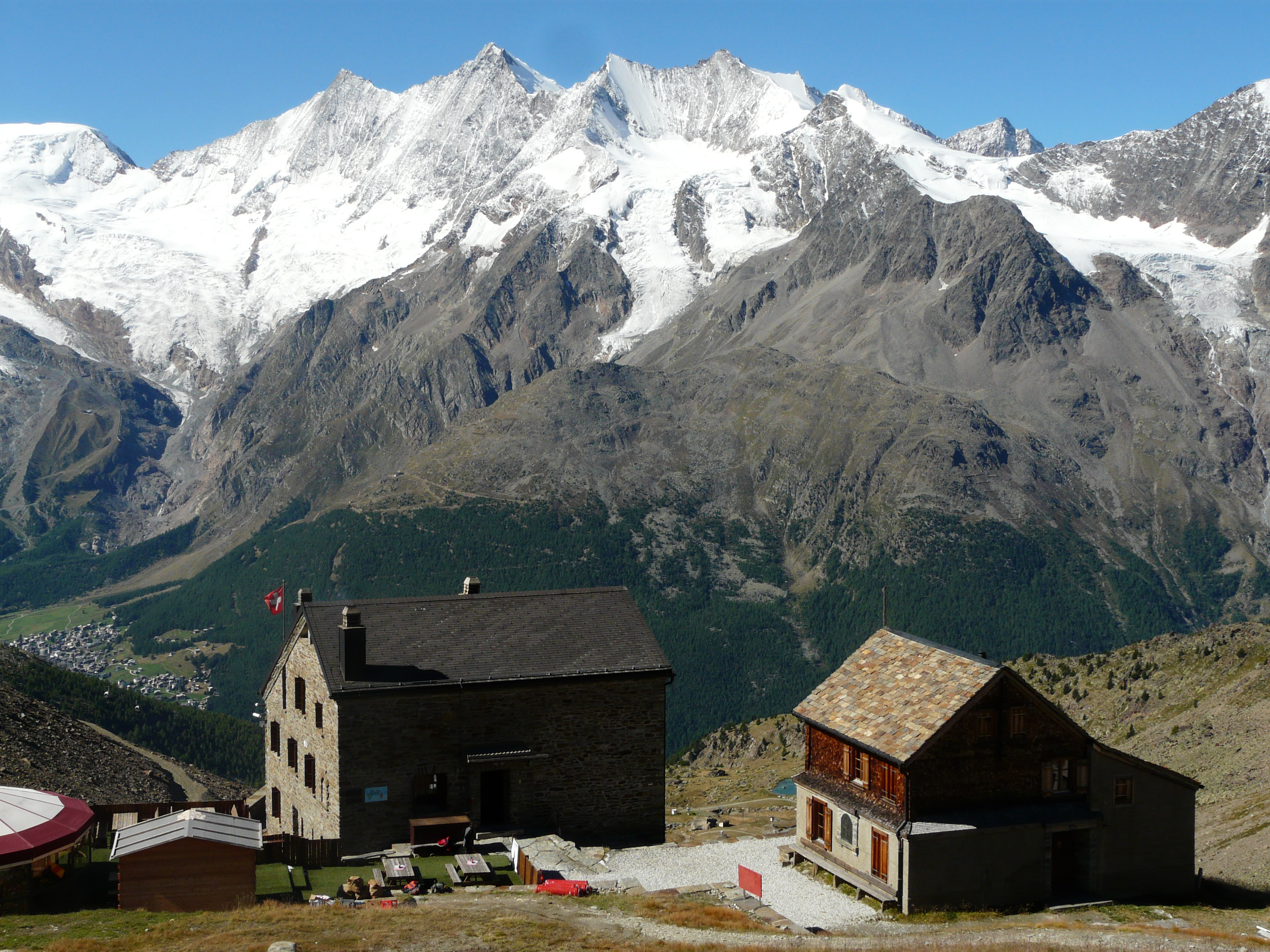
Alte und neue Weissmieshütte
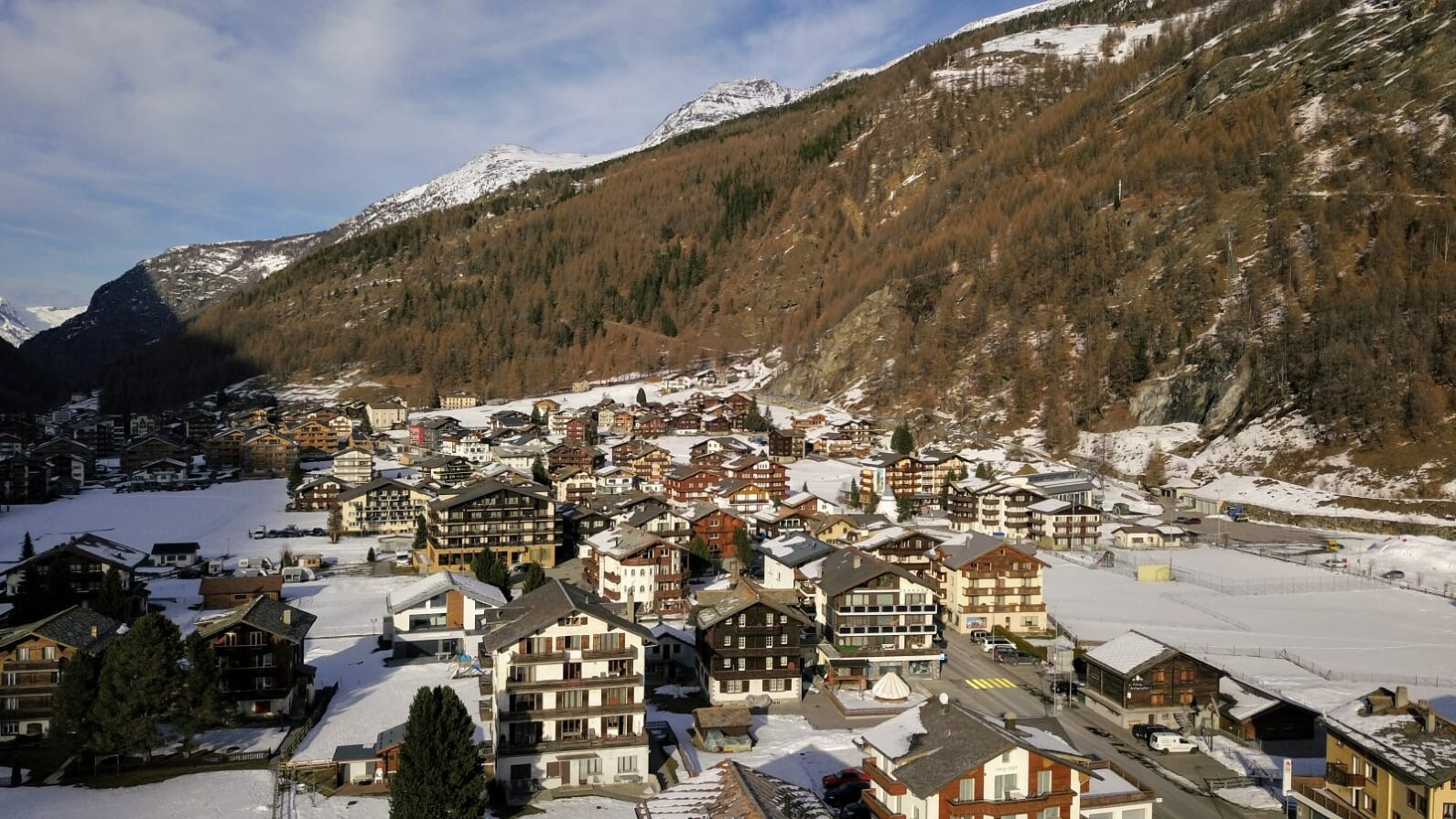
Saas-Grund (2019)
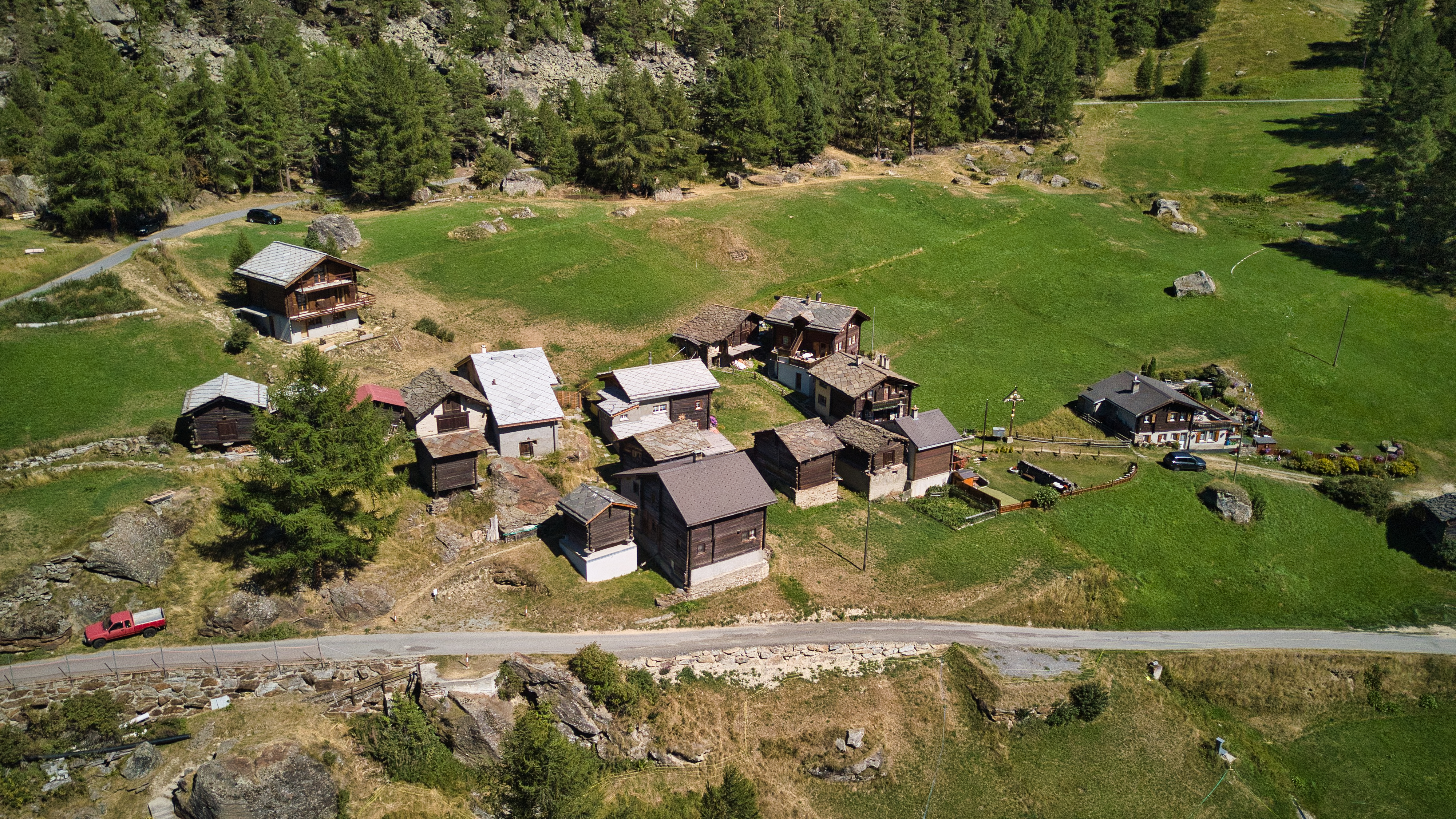
Bodme
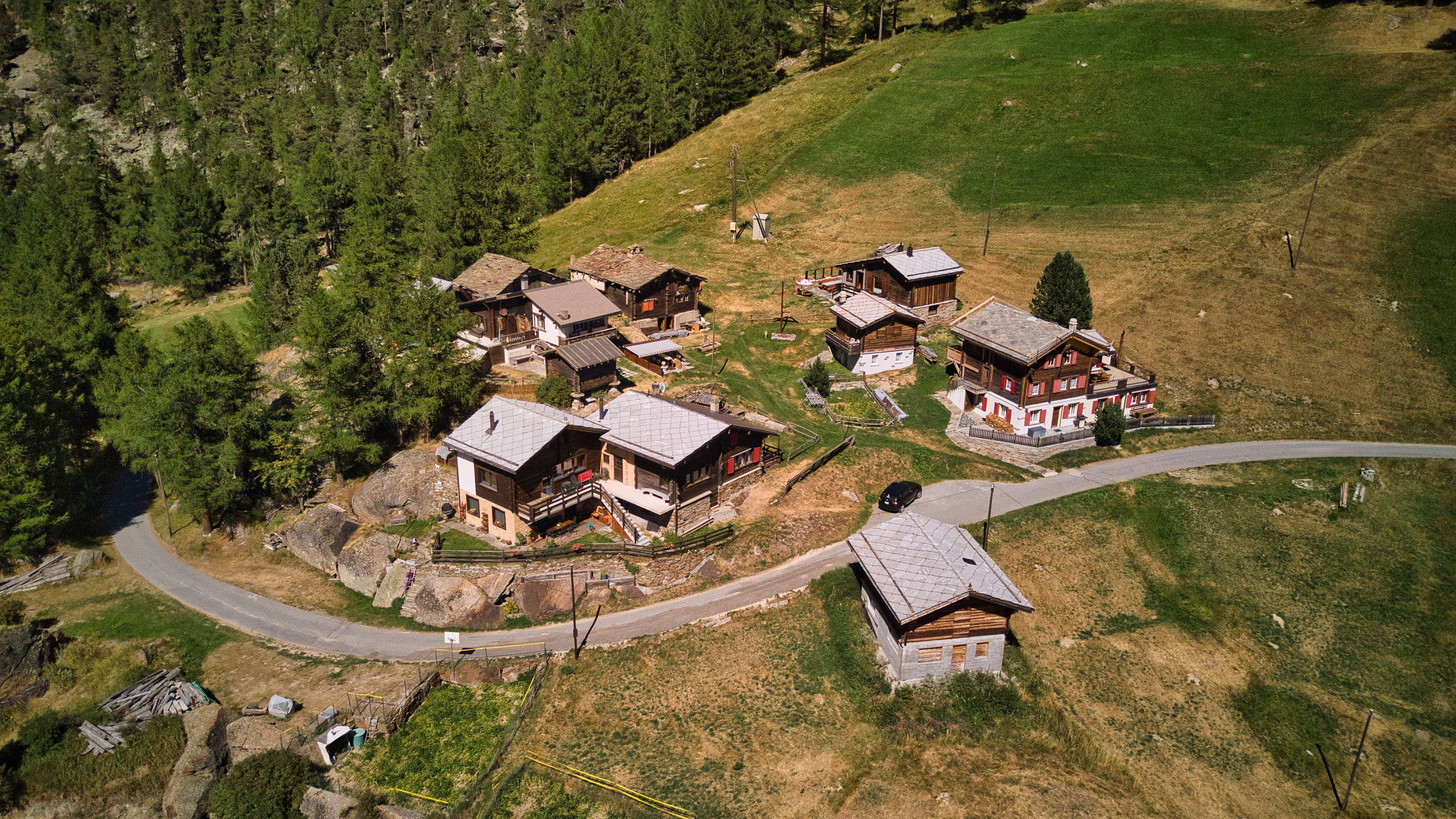
Zer Engi

## Verkehr
Das Dorf Saas-Grund liegt an der Hauptstrasse 212 Visp–Saas-Fee, über die Postautokurse von Brig und Visp aus verkehren. Von Saas-Grund aus führt die Hauptstrasse 212.1 nach Saas-Almagell und zum Mattmarksee.

## Sehenswürdigkeiten
- Kirche St. Bartholomäus
- Kapelle Hl. Dreifaltigkeit

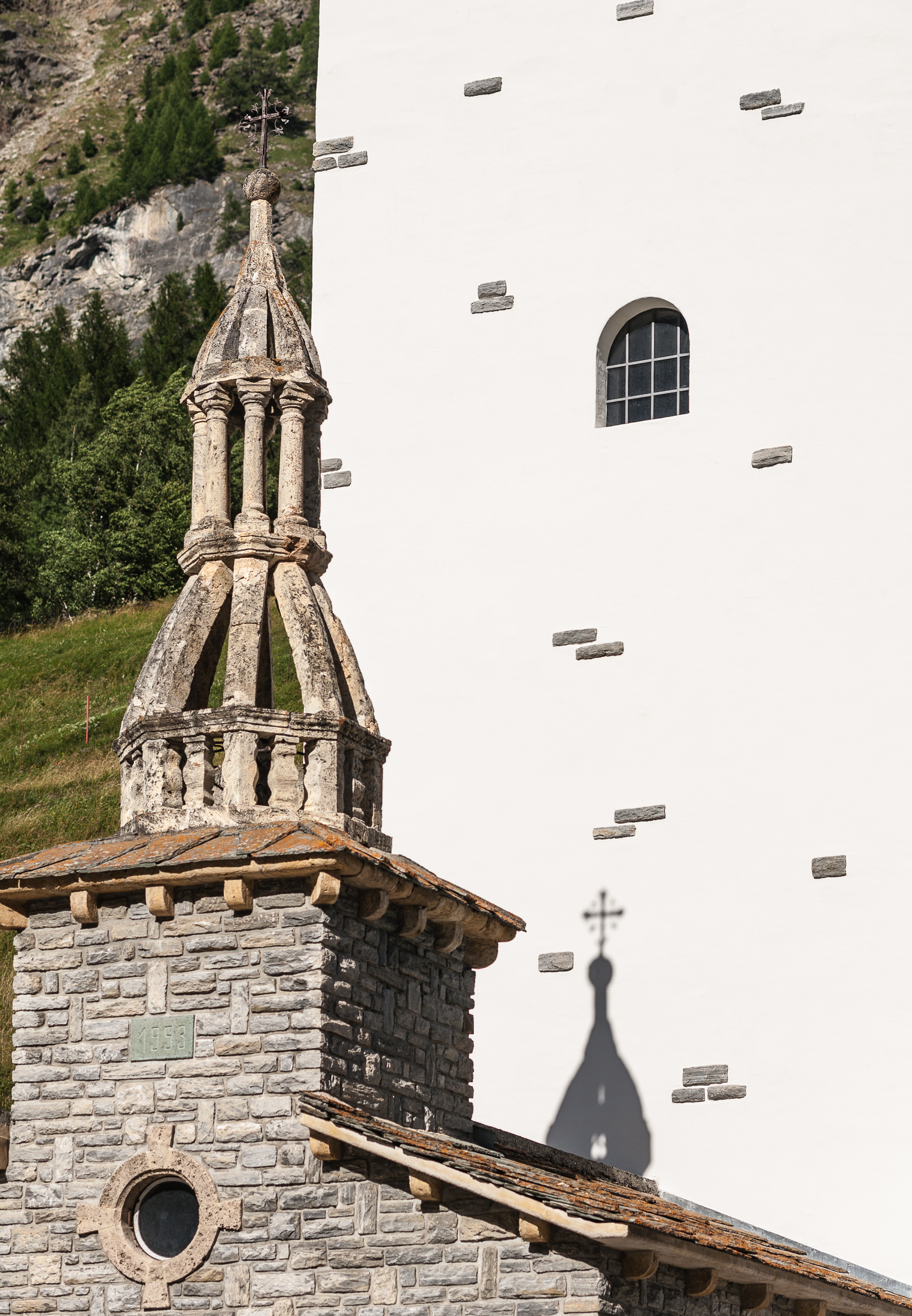
Rippenhelm Saas Grund

- Rippenhelm des ehemaligen Kirchturms (Friedhofskapelle)
- Hotel «Monte Rosa»
- Hotel «Monte Moro»
- Kapellenweg (teilweise auf dem Gebiet der Gemeinde Saas-Fee)
- Kapelle St. Antonius (im Territorium der Gemeinde Saas-Balen, gehört aber zur Pfarrei St. Bartholomäus Saas-Grund)
- historisches Berghotel «Weissmies», später SAC-Weissmieshütte